# Peter Howitt (Szenenbildner)
Peter Howitt (* 1928 in London; † 23. September 2021 in Malta) war ein britischer Set Decorator und Artdirector. Er war viermal für den Oscar nominiert.

## Leben
Howitt begann seine Karriere in den 1960ern. Erste Arbeiten im Art Department waren Filme wie Das Grab der Lygeia (1964) und Othello. Seine erste Oscar-Nominierung erhielt er für Maria Stuart, Königin von Schottland (1971) zusammen mit Terence Marsh und Robert Cartwright. Es folgten Nominierungen 1982 für Ragtime, 1989 für Falsches Spiel mit Roger Rabbit und zuletzt 1990 für Elizabeth.
Insgesamt wirkte Howitt an mehr als 50 Produktionen mit. Seine letzte Arbeit war 2002 für den Film Die vier Federn. Seit den 1970er Jahren lebte er auf Malta, wo er in der Kulturszene aktiv war. Dort starb er auch im September 2021 mit 93 Jahren unbemerkt von der Filmöffentlichkeit.

## Filmografie (Auswahl)
Als Artdirector
- 1964: Die Geschichte vom Soldaten (The Soldier’s Tale)
- 1967: The Mikado
- 1981: Kampf der Titanen (Clash of the Titans)
- 1986: Die Reise ins Labyrinth (Labyrinth)

Als Set Decorator
- 1969: Königin für tausend Tage (Anne of the Thousand Days)
- 1971: Maria Stuart, Königin von Schottland (Mary, Queen of Scots)
- 1974: Der große Gatsby (The Great Gatsby)
- 1978: Superman
- 1979: James Bond 007 – Moonraker – Streng geheim (Moonraker)
- 1980: Ragtime
- 1982: Das Böse unter der Sonne (Evil Under the Sun)
- 1983: Verflucht sei, was stark macht (The Lords of Discipline)
- 1983: Sag niemals nie (Never Say Never Again)
- 1984: Indiana Jones und der Tempel des Todes (Indiana Jones and the Temple of Doom)
- 1985: König David (King David)
- 1987: Das vierte Protokoll (The Fourth Protocol)
- 1988: Falsches Spiel mit Roger Rabbit (Who Framed Roger Rabbit)
- 1989: Indiana Jones und der letzte Kreuzzug (Indiana Jones and the Last Crusade)
- 1990: Weißer Jäger, schwarzes Herz (White Hunter Black Heart)
- 1992: Wie ein Licht in dunkler Nacht (Shining Through)
- 1993: Der Sohn des rosaroten Panthers (Son of the Pink Panther)
- 1995: Braveheart
- 1996:  Impossible
- 1997: Wilde Kreaturen (Fierce Creatures)
- 1998: Elizabeth
- 1999: Die Mumie (The Mummy)
- 2002: Die vier Federn (The Four Feathers)